# Иван Вулпе
Иван Николаевич Вулпе е български оперен певец (бас) и вокален педагог.

## Биография
Иван Вулпе е роден на 1 септември 1876 година в село Чешмекьой, Южна Бесарабия, по това време в границите на Румъния, в семейството на бесарабски българи. Завършва Болградската гимназия, а през 1902 година и Московската консерватория при Камий Еверарди и Умберто Мазети, като още от края на XIX век участва в концерти в България.
По време на посещение в България през 1903 година се жени за певицата Богдана Гюзелева, която по-късно става първата жена-композитор в България. Имат един син – Николай Вулпе (1904 – 1987), който също се занимава с оперно пеене, както и с драматичен театър. След женитбата си двамата заминават за Иркутск, където са солисти на местната опера и преподават в музикално училище.
В Русия се запознава с Константин Михайлов – Стоян, който го убеждава в идеята за създаване на оперен театър в България. Въпреки че е поканен за солист на московския Оперен театър на Зимин, през 1907 година Вулпе се връща трайно в България и през следващата година става един от основателите на Българската оперна дружба в София, днес Национална опера и балет, където работи до 1926 година.
Изпълнява с голям успех редица роли, сред които:
- Мефистофел („Фауст“ – Шарл Гуно)
- Воденичарят („Русалка“ – Александър Даргомижки)
- Хан Кончак („Княз Игор“ – Александър Бородин)
- Собакин („Царска годеница“ – Николай Римски-Корсаков)
- Марсел („Хугеноти“ – Джакомо Майербер) и други.

От 1912 година Иван Вулпе е преподавател по пеене в Държавното музикално училище, а когато училището се превръща в Държавна консерватория (1921 г.) става професор в нея. В двете училища и като частни ученици той работи с Петър Райчев, Ана Тодорова, Михаил Попов, Илка Попова, Христо Бръмбаров, Елена Николай, Михаил Люцканов, Цветана Табакова, Констанца Кирова и много други именити български певци и певици.
Иван Вулпе умира на 26 август 1929 година в София от инфаркт.